# Helga von Loewenich
Helga von Loewenich (* 1943 am Bodensee) ist eine deutsche Künstlerin.

## Leben
Sie besuchte die Kunstakademien in Nürnberg und München und verbrachte 1972 ein Gastsemester an der Belzalel-Akademie in Jerusalem. Weitere Studienaufenthalte folgten in Prag und Warschau. Sie ist u. a. Mitglied des Bundesverbandes Deutscher Künstler. Von Loewenich arbeitet als wissenschaftliche Mitarbeiterin des Jüdischen Museums zu Berlin und lebt in Berlin.

## Werk
Der bildnerische Dialog mit Werken der Dichtung und der Musik ist Grundthema und Schwerpunkt ihres künstlerischen Schaffens und findet seine Gestaltung in Aquarellen, Collagen und anderen Techniken. Exemplarisch dafür stehen ihre Arbeiten zur Lyrik von Rose Ausländer, Reiner Kunze, Paul Celan, Else Lasker-Schüler, Selma Meerbaum-Eisinger  und Hilde Domin.
Helga von Loewenich war u. a. Vertreterin Deutschlands beim Wettbewerb „Malerinnen in Europa“  im Jahre 1995. Sie wirkte bei der Konzeption der Ausstellung „Geschichte und Kultur der Juden in Bayern“  im Germanischen Nationalmuseum in Nürnberg mit. Einige Arbeiten von ihr wurden durch die Kunstkommission des Deutschen Bundestages angekauft.
In Zusammenarbeit mit der Deutschen Botschaft in Israel wurden 1996 und 2000 die Arbeiten der Künstlerin in Jerusalem und Tel Aviv präsentiert. Für ihr Wirken wurde sie 1997 mit dem Rabbiner-Seligmann-Meyer-Preis ausgezeichnet. Im Sommer 2000 leitete sie ein kunstpädagogisches Projekt mit Jugendlichen in Baku.

## Ausstellungen (Auswahl)
- 1972: München mit Texten von Marie-Luise Kaschnitz
- 1980: Landshut mit Texten von  Reiner Kunze
- 1981: Nürnberg Fränkische Galerie
- 1982: München im Christian Kaiser Verlag mit Texten der Schriftstellerin Erika Ruckdäschel
- 1984: Wasserburg am Inn im Ganserhaus
- 1985: Evangelische Akademie Tutzing Bilder zur Lyrik von Rose Ausländer, Paul Celan und Reiner Kunze
- 1986: Landshut Rathausgalerie
- 1986: München Deutscher Katholikentag, „Bilder als Metapher“ mit Tankred Dorst
- 1989: Berlin Literaturforum, Gedicht und Bild – Ein Dialog
- 1990: Prag Bilder zu Jan Skácel, Jiří Gruša und Reiner Kunze
- 1991: Sulzbach-Rosenberg, Literaturarchiv Sulzbach-Rosenberg mit Hilde Domin
- 1995: Linz/Pilsen Internationale Ausstellung des Europarates „Malerinnen in Europa“
- 1995: Theresienstadt/Regensburg Collagen zum „Letzten Quartett“ des Komponisten Victor Ullmann
- 1996: Jerusalem Deutsche Botschaft, Galerie Schambala
- 1997: Regensburg Diözesanmuseum
- 1997: München Katholische Akademie Bayern
- 1997: Landshut Städtische Galerie, Rathaus
- 1998: Ostseebad Heringsdorf Museum „Villa Irmgard“
- 2000: Tel Aviv Blumental-Musikakademie „Farbklänge-Klangfarben“
- 2001: Passau Kulturamt der Stadt Passau, Arbeiten zu Gedichten von Rose Ausländer
- 2003: Neumarkt Kunst- und Musikzentrum Reitstadel, „Farben und Zeichen aus der Wüste“
- 2003: Berlin, Auenkirche Wilmersdorf, „Papierbrücken“
- 2004: Berlin, Parlamentarische Gesellschaft des Deutschen Bundestages
- 2005: Berlin „Safranerde – Purpurhimmel“, Farben und Zeichen aus der Wüste Stiftung St. Matthäus
- 2008: Düsseldorf „Annäherung an Rose Ausländer“ Gerhart-Hauptmann-Haus
- 2008: Buttenhausen „Erinnerungslandschaft“ Museum Bernheimersche Realschule
- 2010: Potsdam, „Farben und Zeichen aus der Wüste“ Französische Kirche (Knobelsdorff-Bau)
- 2010: Berlin, „Bilder als Brücke“, Auswärtiges Amt Berlin, mit Joachim Gauck
- 2011: Halberstadt Klaussynagoge „Bilder und Collagen zu Gedichten von Rose Ausländer, Hilde Domin, Else Lasker-Schüler, Selma Meerbaum-Eisinger“
- 2011: Tübingen Hölderlinturm „Wort-Bild Begegnungen mit Friedrich Hölderlin“ Ausstellung bis Juli 2012
- 2013: München Stadtarchiv „Fotoausstellung“ Ein guter Ort in Jerusalem
- 2014: Czernowitz Kunstmuseum „Bilder zu Gedichten von Selma Meerbaum-Eisinger“
- 2014: Czernowitz Das Brunnenmotiv in der deutschsprachigen Lyrik der Bukowina in Bildern
- 2014: Berlin Literaturhaus „Im Dialog - Bilder zu Gedichten von Friedrich Hölderlin“
- 2016: Lauffen Hölderlinmuseum „Im Dialog - Bilder zu Gedichten von Friedrich Hölderlin“
- 2017: Oelsnitz/Erzgeb. „Wasser, welch ein Wort: das Brunnen und Wolkenmotiv in der bukowinischen Dichtung“ – Begleitausstellung zur Reiner-Kunze-Preisverleihung[2]
- 2017: Jerusalem Yad Ben Zvi-Institut  „Bilder zu Gedichten von Selma Meerbaum-Eisinger“
- 2018: Rügen Altenkirchen „Bilder als Brücken“
- 2019: Tutzing Evangelische Akademie „Wasser: welch ein Wort“ Das Brunnen- und Wolkenmotiv in der deutschsprachigen Dichtung der Bukowina
- 2020: Kiew Judaica Zentrum „Zähle die Mandeln“ Bilder zu Gedichten von Paul Celan
- 2020: Czernowitz Künstlerisches Museum  „Zähle die Mandeln“ Bilder zu Gedichten von Paul Celan
- 2020: Osnabrück Katharinenkirche „Wasser: welch ein Wort“ Das Brunnen- und Wolkenmotiv in der deutschsprachigen Dichtung der Bukowina
- 2021: Regensburg Städtische Galerie Leerer Beutel „Landschaft, die mich erfand“ Das Brunnen- und Wolkenmotiv in der deutschsprachigen Dichtung der Bukowina
- 2024: Berlin Evangelische Kirchengemeinde Tiergarten „Ich möchte den Himmel mit Händen fassen - Kunstausstellung Helga von Loewenich“, Werke im Dialog mit Gedichten der jungen Lyrikerin Selma Meerbaum

## Schriften
- Annäherung. Bilder und Collagen von Helga von Loewenich zu Gedichten von Rose Ausländer. Rose-Ausländer-Stiftung. Liebe, Weilerswist 2008, ISBN 978-3-935221-92-4.
- Wort-Bild, Begegnungen mit Friedrich Hölderlin von Helga von Loewenich zur Ausstellung im Hölderlinturm Tübingen Hölderlin-Stiftung – Edition Isele, Eggingen 2011, ISBN 978-3-86142-533-5.
- Zähle die Mandeln, Bilder zu Gedichten von Paul Celan, mit einem Vorwort von Petro Rychlo. – Kiew: Duch i Litera 2020, ISBN 978-966-378-795-4.
- mit Petro Rychlo: Bukowinisch-Galizische Literaturstraße. Dokumentation zu einem deutsch-ukrainischen Kulturprojekt. Verlag Knyhy XXI, Czernowitz 2022. Printed in Ukraine.
- Das Bild in den Augen - das Wort auf den Lippen. Pilsen Press s.r.o. Pilsen Czech Republic, 1996